# Masindi, Uganda
Masindi är en stad i västra Uganda, och är huvudort i ett distrikt med samma namn. Folkmängden uppgår till lite mer än 100 000 invånare.

## Administrativ indelning
Masindi är indelad i fyra administrativa divisioner:
- Central
- Karujubu
- Kigulya
- Nyangahya